# Паскал Грусе
Паскал Грусе (на френски: Paschal Grousset) е френски журналист, политик, преводач и писател на произведения в жанра приключенски роман, научна фантастика и детска литература. Пише под псевдонимите Андре Лори (на френски: André Laurie), Доктор Флавий (Docteur Flavius), Филип Дарил (Philippe Daryl), Леополд Вирей (Léopold Virey) и Тибърс Морей (Tiburce Moray).

## Биография и творчество
Жан-Франсоа Паскал Грусе е роден на 7 април 1844 г. в Корте, Корсика, Франция. Живее известно време в Гризол, село в Тарн е Гарон, откъдето е семейството му. След следното си образование получава бакалавърска степен в Лицей „Карл Велики“ в Париж. След това учи медицина в продължение на 4 години.
През 1865 г. се отказва от медицината и се насочва към журналистиката пишейки статии под псевдонима Филип Дарил. През 1869 г. започва да работи за седмичния вестник „La Marseillaise“, като пише прореволюционни статии. В резултат на кавга с принц Пиер-Наполеон Бонапарт (братовчед на Наполеон III) през 1870 г. е убит журналиста Виктор Ноар, за което Пиер-Наполеон е съден. По-късно същата година Грусе е осъден на шест месеца лишаване от свобода за обида на императора по време на процеса.
Участва във войната от 1870 г. По времето на Парижката комуна започва кариера като политик. На 26 март 1871 г. е избран за член на нейния Изпълнителен комитет и делегат по външните работи. След падането на Комуната е арестуван и през 1872 г. е депортиран в Нова Каледония. Успява да избяга с още няколко души (увековечено в картината на Едуар Мане, „Бягството от Рошфор“). Живее в Сидни, Сан Франциско, Ню Йорк и Лондон, като се препитава с преподаване на френски език.
Завръща се във Франция след амнистията през 1880 г., като се занимава с литература и физическа култура, но в крайна сметка се завръща в политиката и през 1893 г. става заместник-социалист за 12-и район на Париж. Приема закон за разделяне на църквата и държавата през 1905 г., съдейства за елетрификацията на парижките музеи.
Подобно на Жул Верн, той е откритие на издателя Пиер-Жул Хетцел. Създава ръкописите на романите „Les Cinq Cent Millions de la Begum“ (Петстотин милиона за Бегум), „L'Étoile du Sud“ (Южната звезда) и „Корабокрушенецът от "Цинтия”, които са преработени от Жул Верн.
Автор е на множество приключенски и фантастични романи – „Наследника на Робинзон Крузо“ (1884), „Le Capitaine Trafalgar“ (1886), „Les Exilés de la Terre“ (1887), „De New York à Brest en sept heures“ (1889), „Le secret du mage (1889), „Тайната на Мага“ (1890), „Le Rubis du grand Lama“ (1892), „Атлантида“ (1895), „Le Maître de l'abîme“ (1905) и „Spiridon le muet“ (1909).
Прави преводи на произведенията на Майн Рид – „Le Chef au bracelet d'or“, „La Terre-de-Feu“ и „Aventures de chasse et de voyage“, на Робърт Луи Стивънсън – „Островът на съкровищата“, и на Хенри Райдър Хагард – „Рудниците на цар Соломон“.
Паскал Грусе умира на 9 април 1909 г. в Париж, Франция.

## Произведения

### Като Андре Лори
- Les Cinq Cent Millions de la Begum (1879) – с Жул Верн
- La vie de collège en Angleterre (1881)
- Mémoires d'un collégien (1882)
- Une année de collège à Paris (1883)
- L'Étoile du Sud (1884) – с Жул Верн
- Histoire d'un Écolier Hanovrien (1884)
- L'héritier de Robinson (1884)
Наследника на Робинзонъ Крузо, изд. „Божинови“ (1928), прев. Леонид Паспалеев
- Tito le florentin (1885)
- L'Épave du „Cynthia“ (1885) – с Жул Верн
Корабокрушенецът от „Цинтия“, изд.: „Отечество“, София (1988), прев. Любомир Павлов
- Capitaine Trafalgar (1886)
- Autour d'un lycée japonais (1886)
- Le bachelier de Séville (1887)
- Les Exilés de la terre (1888)
  - Le nain de Rhadamèh (1888)
  - Les naufragés de l'espace (1888)
- Mémoires d'un Collégien russe (1889)
- De New-York à Brest en sept heures (1889)
- Le secret du mage (1889)
Тайната на Мага, изд. „Цвят“ (1921), прев. Цанко Добруджалиев
- Axel Ebersen, le gradué d'Upsala (1891)
- Le Rubis du Grand Lama (1892)
- Un Roman dans la Planète Mars in La revue illustré (1895)
- Atlantis (1895)
Атлантида, изд. „Бъзайтов“ (1909), прев. Янко Кочев, изд. „Цвят“ (1921), прев. Георги Михайлов
- L'écolier d'Athènes (1896)
- Gérard et Colette (1897)
- L'oncle de Chicago, mœurs scolaire en Amérique (1898)
- Le Filon de Gérard (1900)
- Colette en Rhodésie (1901)
- À travers l'université de l'Orient. Le tours du monde d'un bachelier (1901)
- Le secret du volcan in Le Globe-Trotter (1902 – 1903)
- L'escholier de la Sorbonne (1903)
- Le toit du monde, aventure sur l'Himalaya (1902 – 1904)
- Le Géant de l'Azur (1904)
- Le maître de l'abîme (1905)
- Un semestre en Suisse (1905)
- L'obus invisible (1905)
- Paris à Tombouctou (1905)
- Spiridon le Muet (1906 – 1907)

### Като Леополд Вирей
- Madame de Léojac (1869)

### Като Тибърс Морей
- Un ménage royal (1882)
- Wassili Samarin (1882 – 1883)

### Като Паскал Грусе
- Le Rêve d'un Irréconciliable (1869)